# Гіммельрайх Кость Павлович
Костянтин Павлович Гіммельрайх (псевдо: «Шелест», «Кий») (англ. Konstantyn Himmelreich; нар.
22 грудня 1912 (1 січня 1913), Івангород на Чернігівщині — пом. 4 вересня 1991, Мельбурн, Австралія — український учений-гідробіолог, з 1942 р. учасник підпілля ОУН, полковник УПА, член-основоположник УРДП, член УНР, поет і прозаїк, член об'єднання українських письменників «Слово».

## Молоді роки
Народився 22 грудня 1912 р. в Івангороді на Чернігівщині в родині ветеринарного й медичного лікарів. Походив з роду німецьких колоністів. 1923 р. переїхав до Києва, де закінчив у 1927 році Першу Шевченківську гімназію під керівництвом Дурдуківського. Провчився один рік в електротехнікумі, який залишив через конфлікт з учителем. 1928 р. вступив у хімічний технікум, де провчився два роки. В 1931 р. вступив у зоотехнічний інститут, який закінчив 1935 р.
Після закінчення інституту був покликаний на рік до військової школи в Хабаровськ, яку закінчив старшим лейтенантом артилерії. Після військового вишколу працював в Інституті гідробіології при Академії наук УРСР. Спочатку науковим лаборантом, а згодом після закінчення аспірантури старшим науковим співробітником. У 1941 році написав кандидатську дисертацію «Малі річки України», яку не встиг захистити через війну.

## Воєнні роки
Виконуючи обов'язки заступника командира полку під час безуспішної оборони Києва, Кость Гіммельрайх потрапив в німецький полон, але зумів звільнитись. В окупованій столиці України він включився у протинімецьке підпілля ОУН(м). Брав участь у конференції Військового штабу ПУН, де був присутній військовий референт ПУН генерал Армії УНР М. Микола Капустянський. З наближенням фронту К. Гіммельрайх разом із родиною переїхав до Галичини і став улітку 1944 р. командиром партизанського відділу поблизу м. Турки на горі Білці (1014 м), що був підпорядкований ОУН(м).
Це була 1-ша (і єдина) сотня мельниківського загону ім. Полуботка (55-73 чол.). Під тиском куреня «Рена» (Мізерний Василь) цей відділ самоліквідовується. Більшість «полуботківців» долучилася до «Рена», мельниківці пішли на еміграцію, а Кость Гіммельрайх з іншими старшинами відбули в розпорядження старшинської школи УПА «Олені» в район с. Рожанки.
Після вишколу у старшинській школі К. Гіммельрайх разом з 18-ма випускниками отримав наказ йти в розпорядження Головного військового штабу (ГВШ) УПА в район с. Скварява, на Золочівщині. На початку січня 1945 р. біля с. Тростянця між Підгайцями і Рогатином зустрівся з Романом Шухевичем, який призначив його командиром відділу особливого призначення УПА-«Схід» (19-й Кам'янець-Подільський ТВ), що складався зі східняків і метою якого було взяти Київ після початку ймовірної війни між СРСР і західними союзниками навесні 1945 р.
Основою військового формування повинні були стати курінь Я. Білинського («Бистрого»), сотня П. Миколенка («Байди») та ін. Проте надії на війну між СРСР і альянтами швидко розвіялися, і вже з вересня 1945 р. К. Гіммельрайх з рейдом пішов на Захід.

## Життя в еміграції

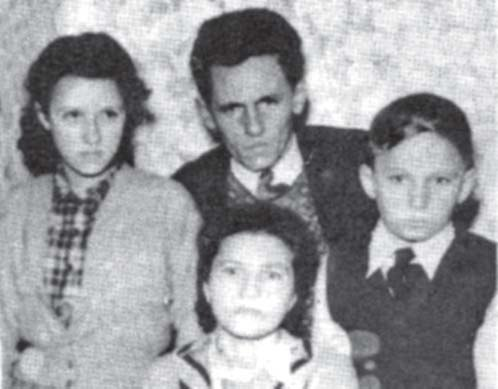
Кость Гіммельрайх з дружиною Левантиною, дочкою Лесею та сином Юрком в Австралії. 1951

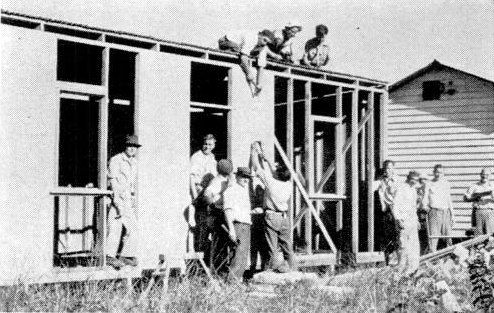
Перебудування хати родини Гіммельрах волонтерами після пожежі 1953 року.

У 1946 р. Гіммельрайх дістався до своєї родини у Західній Німеччині.
Поселившись у місті Регенсбурзі, він стає впливовим учасником українського громадського й політичного життя, включається у розбудову нової політичної партії — Української революційно-демократичної партії, яку заснував І.Багряний. На 3-му з'їзді УРДП (28-29.05.1949 р.) обраний до складу ЦК.
На початку 1951 р. виїхав разом з родиною до Австралії на постійне поселення. Поселився в Мельбурні. Був чільним діячем українського громадського життя, засновником газети «Українець в Австралії» (1956). На 4-му з'їзді УРДП (12-13.03.1955 р.) обраний членом ЦК від австралійського крайового комітету партії. Переобраний на 5-му з'їзді (24-25.12.1967).
Після відколу від УРДП групи Миколи Степаненка (1968) намагався схилити австралійські організації партії на його бік. Оскільки більшість крайової організації УРДП в Австралії стала на бік легітимного керівництва, К. Гіммельрайх створив альтернативний крайовий комітет партії, який, проте, успіху не досяг. Був членом Легіону ім. С. Петлюри — антикомуністичного об'єднання колишніх військовослужбовців Червоної Армії.
К. Гіммельрайх був членом Об'єднання українських письменників «Слово», автором збірок поезій і оповідань, споминів і численних статей в пресі. На жаль, майже весь його літературний доробок загинув у пожежі власного дому 1953 року. Лишень дещо вдалося йому відновити перед важкою недугою кроволиву у мозок наприкінці 1970 р., через що втратив зір і частково пам'ять.
Помер Кость Гіммельрайх 4 вересня 1991 р. в Австралії, похований у Мельбурні.
Його син, Юрко Гіммельрайх, художник, член Спілки українських образотворчих митців Австралії.

## Вшанування
4 вересня 2017 у селі Івангород (Ічнянський район, Чернігівська область) на будинку місцевої  школи було встановлено меморіальну дошку з метою вшанування пам'яті видатного поета, вченого-гідробіолога, громадського діяча, відданого борця за незалежність України, члена ОУН, полковника УПА, командира загону спеціального призначення «УПА-Схід» Костя Гіммельрайха (22.12.1912 — 04.09.1991), уродженця цього села.

## Твори
- Гіммельрайх K. Річка обіточна: Мемуари. (1941)
- Гіммельрайх K. Спомини командира відділу особливого призначення УПА-Схід [Архівовано 21 липня 2015 у Wayback Machine.] (1987) в серії «Літопису Української Повстанської Армії» т. 15. ISBN 0-920092-14-4

### Окремі статті/вірші
- Гіммельрайх K. «Мариво [Архівовано 27 грудня 2013 у Wayback Machine.]» // Новий обрій. — Мельбурн, 1960. — Ч. 2. — С. 87-88.
- Гіммельрайх K. «Вірші» // Вакуленко П. (ред.) З-під евкаліптів. Поезії. (англ. From under the gumtrees : poetry) — Мельбурн: Просвіта, 1976. — С. 21-26.
- Гіммельрайх K. «З поезій К. Гіммельрайх [Архівовано 21 липня 2015 у Wayback Machine.]» // Новий обрій. — Мельбурн, 1999. — Ч. 4. — С. 59-62.
- Гіммельрайх K. «Ганна» // Новий обрій. — Мельбурн, 1999. — Ч. 11. — С. 45-53.